# 改革無所属の会
改革無所属の会（かいかくむしょぞくのかい）は、日本にかつて存在していた衆議院会派である。国会内における略称は「改会」。衆議院の代議士4名が所属していた。

## 概要
民主党を離党した衆議院議員の木内孝胤、中島政希、2011年（平成23年）に党を除籍された横粂勝仁の3名が政界再編を目指して、2012年（平成24年）7月19日に院内会派として結成したものである。会派の代表には木内が就任した。
政府と与党・民主党が進める、消費税増税を柱とする社会保障と税の一体改革、大飯原発再稼働問題などの政策に反発し、民主党内から離党者が相次いでいる中での発足となった。
7月31日には、民主党を除籍された中津川博郷が入会。
8月15日、大阪市長の橋下徹が率いる地域政党の大阪維新の会への合流を検討していることが明らかとなったが、会としての合流計画は失敗。その後2012年11月16日、衆議院解散（近いうち解散）を迎え、会派も自動的に解消された。
衆議院解散後、中島は次期衆院選に出馬しないことを表明。一方、木内は国民の生活が第一（後、日本未来の党）に入党、中津川は日本維新の会に入党、横粂は無所属のまま第46回衆議院議員総選挙に臨んだ。結果は全員落選している。

### 政策
- 本格的な行政改革をなさないまま、消費税増税を柱とする社会保障と税の一体改革に踏みだす政府・民主党の方針に反対。
- 国民の既成政党への不信を払拭し、国民が期待する改革を推進するため政界再編を進める[6]。

## 所属していた議員
民主党から離党した代議士によって構成される。結成時点では木内、中島、中津川は無所属。横粂は改革の志士に所属していた。2012年11月に衆議院が解散したことにより自動的に失職した。なお、その後おこなわれた第46回衆議院議員総選挙で再当選した議員はいない。
| 衆議院議員            | 衆議院議員               | 衆議院議員               | 衆議院議員               |
| --------------------- | ------------------------ | ------------------------ | ------------------------ |
| 木内孝胤 東京9区、衆1 | 中島政希 比例北関東、衆1 | 横粂勝仁 比例南関東、衆1 | 中津川博郷 比例東京、衆3 |